# 村上城
村上城（むらかみじょう）は、新潟県村上市にあった日本の城（平山城）。別名舞鶴城（まいづるじょう）、本庄城（ほんじょうじょう）。村上市街地東端にそびえる臥牛山（標高135メートル）の頂に築城され、歴代の村上藩主の居城であった。国の史跡に指定されている。

## 概要

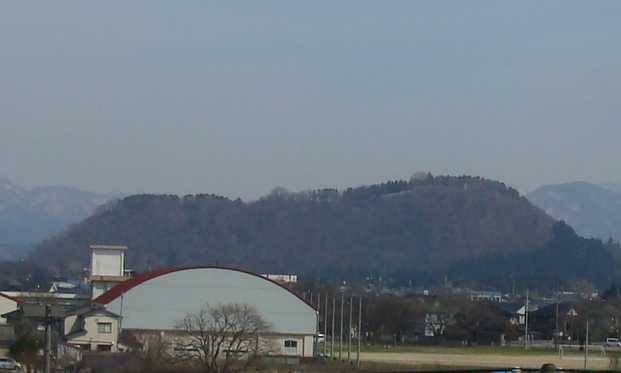
臥牛山

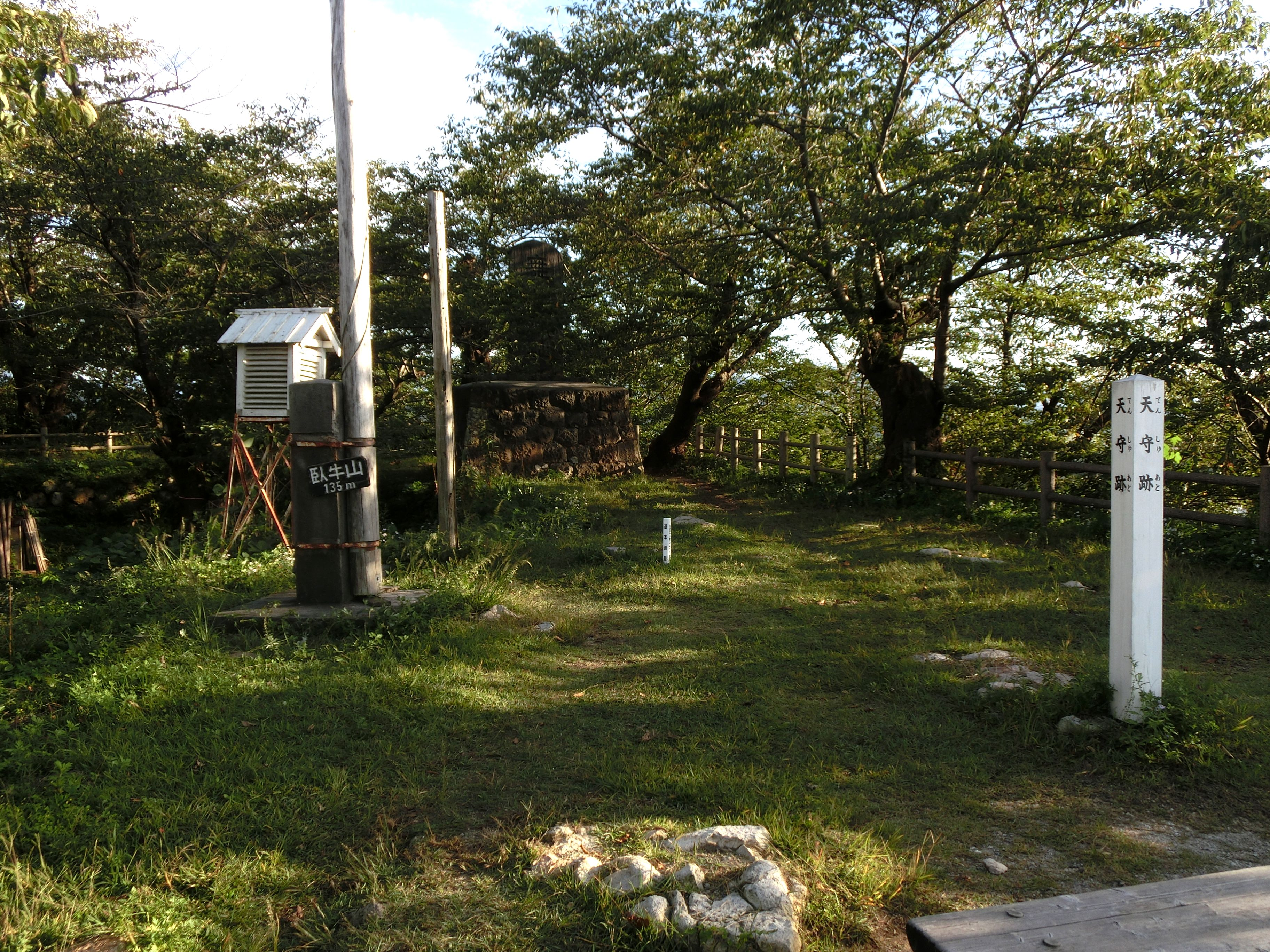
臥牛山山頂と天守跡

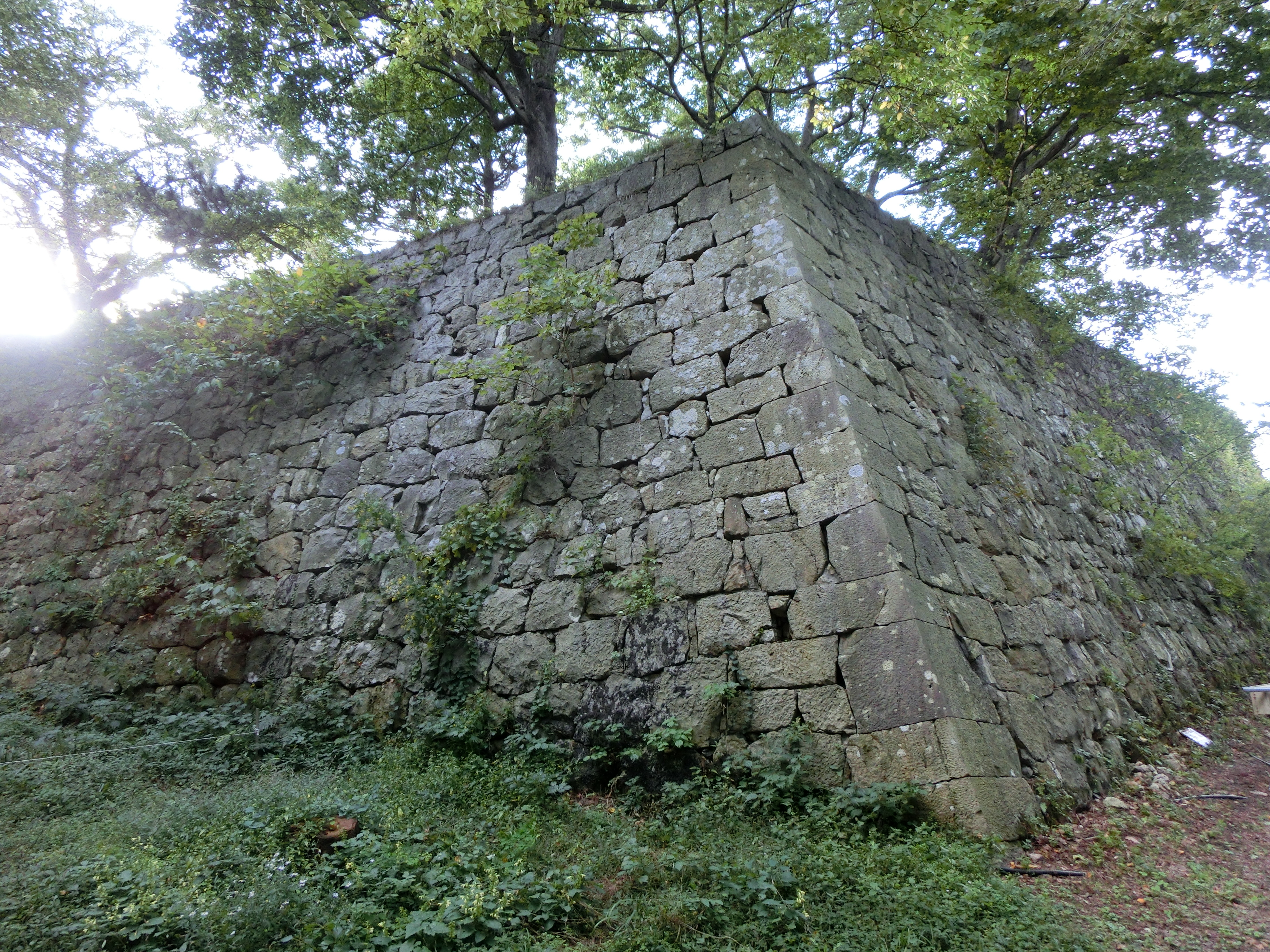
石垣

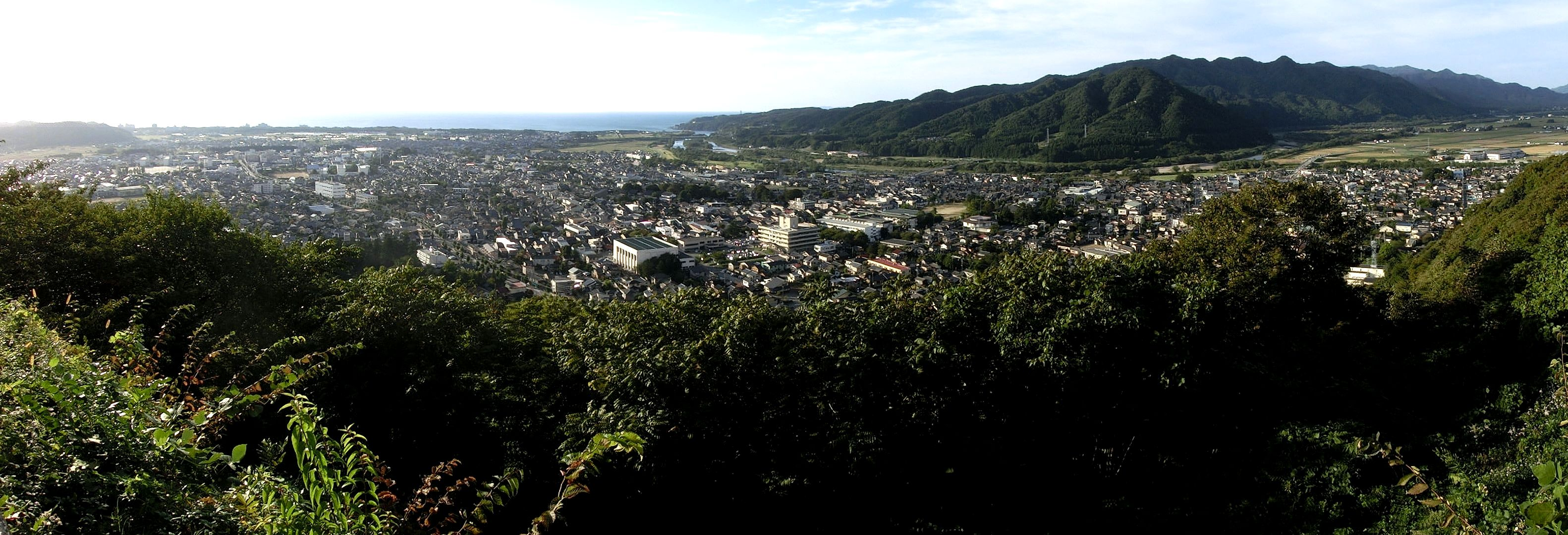
天守跡から見た村上市中心部

臥牛山に初めて城が築かれた年代は定かではないが、戦国時代（16世紀初頭）に、越後揚北衆の本庄時長あるいは息子の本庄房長によって築城されたとみられている。当時は本庄城と呼ばれており、木柵で防御された中世式の城郭であった。永禄11年（1568年）、城主本庄繁長は上杉謙信に反旗を翻す。1年に亘り籠城し、謙信に抵抗した繁長であったが、伊達氏、蘆名氏の斡旋を受け入れ、嫡子顕長を人質に出し、所領を一部没収されることで講和を受け入れた。
慶長3年（1598年）、本庄氏の会津転封にともなって、堀秀治の家臣・村上頼勝が領主となる。村上氏によって始められた近世城郭への改築工事は、堀直寄の時代に完成を見た。堀氏の時代には3重の天守が建てられ、また城下町の構えや町割りも整備された。
慶安2年（1649年）に姫路から松平直矩が入城。寛文年間に村上城は大規模に改修された。天守・櫓等が新たに造り直されたが、ほどなく寛文7年（1667年）の落雷により天守等を焼失。以後、城主が転々と変わったこともあり、天守が再建されることはなかった。天保年間（1830年-1844年）に居館が解体され長法寺本堂に再利用されている。
幕末の戊辰戦争では、内藤家の村上藩は親幕府派と新政府派で意見が分かれて分裂状態となり、慶応4年（1868年）、官軍に抗しきれないとみた親幕府派の藩士が山麓居館に火を放って庄内方面へ脱出。庄内藩兵と合流し、新政府軍と羽越国境で交戦した。
明治3年（1870年）新たに成立した「村上県（後に新潟県に合併）」知事となった内藤信美は、焼け残っていた城郭の破却を政府に届出し、受理された。この時点ではまだ城下の諸門や石垣はほとんど無傷で残っていたというが、それも明治8年までに解体・売却された。今でも村上市内には、このときに売り払われたと見られる石垣の一部が、民家の庭石や塀の礎石として残っている。
第二次世界大戦後の高度成長期には城下の土塁や堀は損なわれ、市中も区画整理されて城下町の面影が薄くなった。
現在の臥牛山は、小学校の遠足で登られる程度の場所で、それ自体は観光の対象とはなっていないが、城山に関しては、旧藩士の子孫らによって発足された「村上城跡保存育英会」が長年維持、管理に当たってきた。村上城跡は1960年（昭和35年）に新潟県指定史跡、1993年（平成5年）には国の史跡に指定され、現在では行政の手も借りて維持、管理が進められている。

## 歴史・沿革
- 明応末期（1500年代）初頭 - 越後小泉庄領主、本庄時長によって築城される。
- 慶長3年（1598年） - 村上頼勝が入城、櫓や堀などの改築を始める。
- 元和5年（1619年） - 堀直寄が入城。改築を完成させる。
- 寛永19年（1642年） - 村上堀家断絶。幕領出雲崎代官の管轄となる。
- 正保元年（1644年） - 本多忠義が入城。
- 慶安2年（1649年） - 姫路から松平直矩が移封。
- 寛文3年（1663年）より、松平家による大改修が行われる。
- 寛文7年（1667年） - 天守・本丸櫓が落雷で焼失。以後、天守・櫓は再建されず。
- 享保5年（1729年） - 内藤弌信入城。以降、明治まで、内藤家が藩主となる
- 安永7年（1778年） - 火災により三重櫓、月見櫓が焼失。
- 明治元年（1868年） - 北越戊辰戦争で村上藩士撤兵の折に全城焼失。
- 明治8年（1875年） - 残存する建物遺構の解体撤去が終了。
- 昭和35年（1960年） - 新潟県指定の史跡となる。
- 平成5年（1993年）6月8日 - 国の史跡に指定される。
- 平成29年（2017年）4月6日 - 続日本100名城（131番）に選定された。

## 観光

### 所在地
- 新潟県村上市
  - 大字村上字牛沢60番他
  - 羽黒口564番ノ1他
  - 新町937番ノ1他
  - 二之町932番ノ4他
  - 大字本町字田口979番他
  - 三之町620番ノ1他
  - 大字本町字臥牛山986番ノ1他

### アクセス
- 山麓まで
  - JR村上駅より東へ徒歩約25分。同駅ではレンタサイクルの取り扱いもある[1]。
  - 同駅から「まちなか循環バス」も利用可能[2]。
  - 無料駐車場あり。
- 山麓から山頂天守台跡までは徒歩約20分の登城道が整備されている[3]。